# Chóc móc
Chóc móc hay còn gọi chóc mót, ruối tròn dài, cám heo, gió (danh pháp khoa học: Mallotus peltatus) là một loài thực vật có hoa trong họ Đại kích. Loài này được (Geiseler) Müll.Arg. mô tả khoa học đầu tiên năm 1865.